# Seznam přehradních nádrží v Královéhradeckém kraji
Seznam přehradních nádrží v Královéhradeckém kraji

## Podle velikosti
| Přehradní nádrž | Rozloha [ha] | Hloubka [m] | Objem [mil. m³] | Rok dokončení | Okres               | Odtékající řeka  |
| --------------- | ------------ | ----------- | --------------- | ------------- | ------------------- | ---------------- |
| Rozkoš          | 1001,25      | 17          | 88,208          | 1966          | Náchod              | Rozkoš           |
| Les Království  | 85           | ...         | 9,158           | 1916          | Trutnov             | Labe             |
| Labská          | 26,78        | ...         | 3,292           | 1915          | Trutnov             | Labe             |
| Ivanské jezero  | ...          | ...         | ...             | ...           | Rychnov nad Kněžnou | Javornický potok |
| Jahodnice       | ...          | ...         | ...             | 1964          | Jičín               | Úlibický potok   |

## Plánované vodní nádrže
V roce 2011 byl zveřejněn Generel území chráněných pro akumulaci povrchových vod zahrnující 65 lokalit v případě potřeby využitelných pro výstavbu vodních nádrží. Z nich se 5 lokalit nachází na území Královéhradeckého kraje. U nádrže Pěčín začala být od roku 2015 posuzována možnost její realizace. Názvy jsou odvozeny podle lokalit, v případě realizace výstavby nádrže se název může lišit.
| Přehradní nádrž | Řeka       | Lokalita                             |
| --------------- | ---------- | ------------------------------------ |
| Babí            | Babí potok | Babí                                 |
| Fořt            | Čistá      | Fořt                                 |
| Lukavice        | Kněžná     | Lukavice                             |
| Pěčín           | Zdobnice   | Liberk, Rokytnice v Orlických horách |
| Žamberk         | Rokytenka  | Žamberk                              |